# Yante Maten
Yante Khaaliq Daiyann Maten, né le 14 août 1996 à Pontiac dans le Michigan aux États-Unis, est un joueur américain de basket-ball. Il évolue au poste d'ailier fort.

## Biographie
Bien qu'il se soit présenté à la draft 2018 de la NBA, il n'est pas sélectionné. Le 29 juillet 2018, il signe un contrat "two-way" avec le Heat de Miami pour la saison à venir.
Le 7 avril 2019, il signe un contrat de plusieurs saisons avec le Heat de Miami. Il est cependant envoyé en G-League au Skyforce de Sioux Falls. L'année suivante, il reste dans la ligue de développement de la NBA aux Red Claws du Maine, la franchise G-League affiliée aux Celtics de Boston.
Le 21 décembre 2020, alors qu'il est agent libre, il signe pour sa première expérience à l'étranger en Corée du Sud au Wonju Dongbu Promy.